# Колони (Римско царство)
Колони (лат. colonus) су били земљорадничка класа позног Римског царства и Византије у периоду од 3. до 7. века.

## Историја
У позном Римском царству, највећи део земље припадао је сенаторском сталежу - аристократима, високом чиновницима и њиховим потомцима. Део колона били су потомци робова који су формално ослобођени, али су задржани као земљорадници на земљи свога господара. Други део чинили су слободни, ситни поседници, који су предали своју земљу да би избегли терет пореза. Напослетку, многи сенатори доводили су Германе насељене са друге стране границе и насељавали их као колоне на својим имањима.
Сваки колон је узимао у закуп комад земље, за који је плаћао ренту у новцу, приносима или служби. После кризе 3. века, периода готово непрекидних грађанских ратова од смрти цара Комода (180-192) до уздизања Диоклецијана (284-305), римски новац је у толикој мери изгубио вредност, да је цар Диоклецијан главни порез на земљу - анону - почео да убира у натури. Истовремено, царски закон је забранио колонима да напуштају додељену земљу.
У време Диоклецијанових реформи (284-305), колони су представљали већину сељаштва и главну производну снагу у пољопривреди Римског царства.
У раној Византији (395-610), за попуну војске регрутовани су по закону само колони. Пошто су земљопоседници избегавали обавезу да своје колоне упућују у војску, Византија је била принуђена да војску попуњава најамницима из разних варварских племена.
У западној Европи, колони су се после пада Западног римског царства (476) још неко време одржали на великим имањима у Франачкој држави, где су се постепено претворили у кметове.